# سنوسية
السنوسية هي حركة إصلاحية ذات طابع إسلامي توجد في ليبيا والسودان تأسست في مستغانم غرب الجزائر عام 1837 عن طريق الشيخ محمد بن علي السنوسي ثم بعدها استقر في ليبيا عام 1843 في مدينة البيضاء. وتميزت هذه الحركة عن غيرها من الحركات الإصلاحية الإسلامية، خاصة فيما يتعلق بوسائلها وأهدافها الأكثر عمقًا وفاعلية، وعمت مراكزها الدينية شمالي أفريقيا والسودان الرأس الأخضر، وبعض البلدان الإسلامية الأخرى.

## التأسيس
تأسست الدعوة السنوسية في ليبيا في القرن الثالث عشر الهجري (التاسع عشر الميلادي)، بعد شعور مؤسسها بضعف المسلمين وتأخرهم دينيًّا وسياسيًّا واجتماعيًّا، فأنشأ حركته التجديدية.

## أبرز شخصياتها
- الشيخ محمد بن علي السنوسي 1202هـ ـ 1276هـ 1787 ـ 1859م وهو المؤسس للدعوة السنوسية، وتنسب السنوسية لجده الرابع. وُلد في مستغانم في الجزائر، ونشأ في بيت علم وتُقىً. وعندما بلغ سن الرشد تابع دراسته في جامعة مسجد القرويين بالمغرب، ثم أخذ يجول في البلاد العربية يزداد علماً فزار تونس وليبيا ومصر والحجاز واليمن، ثم رجع إلى مكة وأسس فيها أول زاوية لما عُرِف فيما بعد بالحركة السنوسية. وله نحو أربعين كتاباً ورسالة منها: الدرر السنية في أخبار السلالة الإدريسية وإيقاظ الوسنان في العمل بالحديث والقرآن.
- الشيخ المهدي محمد بن علي السنوسي 1261 ـ 1319هـ (1844 ـ 1902م) خلف والده في قيادة الدعوة السنوسية وعمره اثنا عشر عاماً.
- الشيخ أحمد الشريف السنوسي ابن عم المهدي ـ ولد سنة 1290هـ (1873م) تلقى تعليمه على يد عمه شخصيًّا، وعاصر هجمة الاستعمار (*) الأوروبي على شمال إفريقيا وهجوم إيطاليا على ليبيا فاستنجد في عام 1917م بالحكومة العثمانية، فلم تنجده. وقد وقف مع (مصطفى كمال أتاتورك) ظناً منه أنه حامي الدين ـ كما كان يطلق عليه ـ[بحاجة لمصدر] ولصد الهجمة الغربيَّة على تركيا.. ولما تبين له توجهه العلماني، غادر الشيخ أحمد تركيا إلى دمشق عام 1923 م، وعندما شعرت فرنسا بخطره على حكومة الانتداب طلبته فهرب بسيارة عبر الصحراء إلى الجزيرة العربية.
- الشيخ عمر المختار 1275هــ 1350هـ،1856 ـ 1931م وهو المجاهد الليبي الذي لم تحل السنوات السبعون من عمره بينه وبين المقاومة ضد الإيطاليين المستعمرين لليبيا، حيث بقي عشرين سنة يقاتل قوى أكبر منه بعشرات المرات، ومجهزة بأضخم الأسلحة في ذلك العصر، إلى أن تمكن منه المستعمرون الإيطاليون، ونفَّذ فيه حكم الإعدام وذلك في يوم الأربعاء السادس 16 سبتمبر 1931 م.

## الأفكار والمعتقدات
• السنوسية حركة تجديدية إسلامية.
- تأثَّر السنوسيُّ بأئمة المالكية وبالإمام أحمد بن حنبل وأبي حامد الغزالي.
- تتشدد السنوسية في أمور العبادة، وتتحلى بالزهد في المأكل والملبس.
- تدعو السنوسية إلى الاجتهاد ومحاربة التقليد. وعلى الرغم من أن السنوسيِّ مالكيُّ المذهب، إلا أنه لا يرى ضيرا من الخروج على آراء المالكية إذا ارتاح إلى رأي غيرهم.
- الدعوة إلى الله بالحكمة والموعظة الحسنة والابتعاد عن أسلوب العنف واستعمال القوة.
- الاهتمام بالعمل اليدويِّ لجاد من تعاليم السنوسية. وكان السنوسي يقول دائمًا: «إن الأشياء الثمينة توجد في غرس شجرة وفي أوراقها» لذلك ازدهرت الزراعة والتجارة في الواحات الليبية حيث مراكز الدعوة السنوسية.
- الجهاد الدائم في سبيل الله ضد المستعمرين الصليبيين وغيرهم"، هذا هو الشعار الدائم للسنوسية. وقد دفع ثمن ذلك آلاف في جهادهم ضد الاستعمار الإيطالي يرجى ألا يحرموا أجر الشهادة في سبيل الله.

## المواجهات مع خصومة
كان السنوسي يتجنب المواجهة مع خصومه. لكن الإمام السنوسي دائما ماينكر على من يخالفه من الكتاب والسنة من غير أن يبدي له العدواة.

## الانتشار ومواقع النفوذ
- تعد زاوية مدينة البيضاء أو المعروفة بأم الزوايا التي تعتبر أول زاوية سنوسية في ليبيا أقيمت عام 1841م إضافة إلي واحة (الجغبوب) في الصحراء الشرقية لليبيا جنوب مدينة طبرق الساحلية المحادية لمصر مركز الدعوة السنوسية، ففي مدينة البيضاء وقرية الجغبوب وكان يتعلم كل عام مئات من الدعاة، ثم يرسلون إلى كافة أجزاء أفريقيا الشمالية، دعاة للإسلام.
- وقد بلغت زوايا السنوسية الفرعية 121 زاوية تتلقى من زاويتهم الرئيسية التعليمات والأوامر في كل المسائل المتعلقة بتدبير وتوسيع أمر الدعوة السنوسية التي أصبحت تضم المسلمين من جميع الأجناس وأقامت الحركة السنوسية أول جامعة إسلامية في ليبيا في مدينة البيضاء وكانت تحت اسمه جامعة محمد بن علي السنوسي.
- وانتشرت الدعوة السنوسية في أفريقيا الشمالية كلها، وقد امتدت زواياها من مصر إلى مراكش. ووصلت جنوبًا إلى الصحراء في السودان والصومال وغرباً إلى الجزائر وكذلك انتشرت الدعوة السنوسية في خارج أفريقية حيث وصلت إلى أرخبيل الملايو في الشرق الأقصى.
- وقد استطاعت السنوسية أن تنشر الإسلام في القبائل الوثنيَّة (*) الإفريقية وتؤسس المدارس التعليمة والزوايا. ولم يقتصر التعليم على الذكور بل امتد التعليم إلى النساء والأطفال من الجنسين، واستعانت الدعوة بالنساء لنشر الإسلام بين نساء القبائل الوثنية.

البعض يعوز عدم أنتشار السنوسية وبقائها بسبب تجنبهم في الخوض مع المخالفين.

## الحركة السنوسية في ليبيا
هي أحد الحركات الاصلاحية في العالم. مؤسس الحركة الشيخ الإمام محمد بن علي السنوسي، وُلد بمدينة مستغانم غرب الجزائر سنة 1787م ثم انتقل إلى بلد فاس بالمغرب ثم إلى الحجاز حيث أسس زاوية في جبل أبَي قُبَيْسْ بمكة ثم ذهب إلى برقة وأقام بالجبل الأخضر وبنى زاوية البيضاء ثم رحل إلى الجغبوب وأقام هناك حتي مات سنة 1859م.
وفي الوقت الحالي أشرفت معالم السنوسية على الزوال في ليبيا.